# Parasiro corsicus
Genre
Espèce
Synonymes
- Cyphophthalmus corsicus Simon, 1872

Parasiro corsicus, unique représentant du genre Parasiro, est une espèce d'opilions cyphophthalmes de la famille des Parasironidae.

## Distribution
Cette espèce est endémique de Corse en France. Elle se rencontre vers Porto-Vecchio.

## Description
La femelle syntype mesure 2,5 mm.

## Systématique et taxinomie
Cette espèce a été décrite sous le protonyme Cyphophthalmus corsicus par Simon en 1872. Elle est placée dans le genre Parasiro par Hansen et Sørensen en 1904.
Ce genre a été décrit par Hansen et Sørensen en 1904 dans les Sironidae. Il est placé dans les Parasironidae par Karaman, Mitov et Snegovaya en 2024.

## Étymologie
Son nom d'espèce lui a été donné en référence au lieu de sa découverte, le Corse.

## Publications originales
- Simon, 1872 : « Notices sur les arachnides cavernicoles et hypogés. » Annales de la Société Entomologique de France, sér. 5, vol. 2, p. 215–244 (texte intégral).
- Hansen & Sørensen, 1904 : On Two Orders of Arachnida : Opiliones, Especially the Suborder Cyphophthalmi, and Riniculei, Namely the Family Cryptostemmatoidea. Cambridge University Press, Cambridge, p. 1–174 , (texte intégral)